# Amanikhabale
Amanikhabale (cũng còn là Astabarqaman) là một vị Vua của Kush (vào khoảng từ năm 50 TCN-40 TCN).
Theo Reisner, Amanikhabale đã được chôn cất trong Kim tự tháp 2 tại khu nghĩa trang phía Bắc (Beg. N2) ở Meroe (Bagrawiyah).